# Beatrica de Béziers
Beatrica de Béziers (Béatrice) je bila francuska plemkinja, tuluška grofica.
Njezin otac je bio plemić Rajmond I. Trencavel, koji je imao barem dvije supruge. Jedna od njih je bila plemkinja Adelajda, čije je podrijetlo nepoznato. Ona je rodila Ceciliju, Adelajdu i Beatricu.
Beatrica je bila polusestra Rogerija II. Trencavela.
Plemić Rajmund VI. Tuluški oženio je Beatricu nakon smrti svoje žene Ermesende od Peleta. Rajmond i Beatrica bili su roditelji kraljice Navare, Konstancije, koja je bila supruga kralja Sanča VII., ali se ipak rastala od njega (navodno zbog homoseksualnosti).
Godine 1189., Beatrica se rastala te je postala katarka, premda je prije bila katolik. Bila je vrlo važna među drugim katarima. Nije smjela jesti meso ni imati spolne odnose.